# Turbo Vision
Turbo Vision – biblioteka programistyczna przeznaczona do konstruowania interakcyjnych programów opartych na okienkach pracujących w trybie tekstowym, dystrybuowana wraz z pakietami firmy Borland (Borland Pascal, Turbo Pascal, Borland C++).

## Historia dystrybucji
Pierwsza wersja biblioteki została załączona do pakietu Turbo Pascal 6.0 wydanym w 1990 r. Wersja 2.0 natomiast pojawiła się wraz z pakietami Borland Pascal i Turbo Pascal w wersji 7.0, ostatnim wydaniem tej serii środowisk programistycznych, po których nastała era Delphi.

## Przeznaczenie biblioteki
Biblioteka umożliwia:
- tworzenie programów pracujących w trybie tekstowym ekranu, opartych na systemie skalowanych okien, okien dialogowych i wielopoziomowych menu,
- sterowanie programem pracującym w trybie tekstowym za pomocą myszy
- testowania danych wprowadzanych przez użytkownika (w wersji 2.0).

## Wykorzystanie biblioteki
Z założenia biblioteka ułatwiała i skracała czas programowania systemów okienkowych pracujących w trybie tekstowym. Programy pisane z wykorzystaniem tej biblioteki mają często dość charakterystyczny i podobny do siebie interfejs oraz podobną obsługę (przynajmniej w podstawowym zakresie) klawiatury i standardowych skrótów klawiaturowych (o ile nie zostały zmienione przez programistę). Biblioteka ta zresztą została wykorzystana do napisania interfejsu okienkowego ww. pakietów programistycznych. 
Biblioteka składa się z 15 modułów napisanych z wykorzystaniem zasad programowania zorientowanego obiektowo, wprowadzonego przez firmę Borland do jej implementacji Pascala od wersji 5.5. Użycie biblioteki Turbo Vision sprowadza się do zadeklarowania odpowiednich modułów w deklaracji uses i wykorzystanie oferowanej przez tę bibliotekę hierarchii klas wraz z jej ewentualną rozbudową oraz zaprogramowaniem obsługi zdarzeń niestandardowych.

## Moduły biblioteki
Biblioteka (wersja 2.0) składa się z następujących modułów:
- App : definicje podstawowe
- ColorSet : obsługa kolorów i palet
- Dialogs : tworzenie okien dialogowych
- Drivers : obsługa klawiatury i myszy
- Editors : edytor tekstu
- HisList : listy rejestracyjne
- Memory : zarządzanie pamięcią
- Menus : obsługa menu
- MsgBox : okna komunikatów
- Objects : podstawowe typy (klasy) biblioteki
- Outline : struktury hierarchiczne
- StdDlg : standardowe okna dialogowe
- TextView : przedstawianie tekstu
- Validate : kontrola wprowadzanych przez użytkownika danych
- Views : widoki.

Hierarchia obiektów (klas) wywodzi się z głównego obiektu (klasy) TObject i kilku pomocniczych obiektów i rekordów. Wszystkie moduły korzystają z modułu definiującego podstawowe typy (klasy) Objects.

## Dalszy rozwój
Wersja C++, wraz z kodem źródłowym, została wypuszczona przez Borlanda jako public domain. Jest ona obecnie rozwijana przez społeczność open source.